# 小行星29736
小行星29736（29736 Fichtelberg）是一颗绕太阳运转的小行星，为主小行星带小行星。该小行星于1999年1月21日发现。

## 轨道参数
小行星29736的轨道半长轴为2.3184950 UA，离心率为0.056。